# Soum de Ramond
Soum de Ramond (t.Pico Añisclo, Pico Soum de Ramond) – szczyt górski w Pirenejach. Leży w północnej Hiszpanii, przy granicy z Francją. Jest to jeden z trzech szczytów zwanych "trzema siostrami", pozostałe to Monte Perdido i Cilindro de Marboré.